# (4514) Vilen
(4514) Vilen (1972 HX) – planetoida z grupy pasa głównego asteroid okrążająca Słońce w ciągu 3,59 lat w średniej odległości 2,35 j.a. Odkryta 19 kwietnia 1972 roku.